# Сурхандар'їнська область
Сурхандар'ї́нська о́бласть (узб. Surxondaryo viloyati) — найпівденніша область (вілоят) Узбекистану. Межує з Таджикистаном, Туркменістаном та Афганістаном. Адміністративний центр — місто Термез.

## Географія
Центральна і південна частини області є рівнинними. На півночі розташований Гіссарський хребет, на заході і північному заході розташовані його відроги - гори Байсунтау (4425 м) і Кугітангтау (3139 м), на Сході розташовується хребет Бабатаї (до 2290 м ), на півдні - долина річки Амудар'ї.
Клімат - від сухого пустельного на півдні, до субтропічного на півночі (р. Узун). Середня температура січня становить +3 °, липня +30 ° С. На рівнинах кількість опадів коливається від 130 мм до 360 мм на рік, в передгірських районах - від 440 мм до 620 мм.
Є запаси нафти, газу, вугілля, солі, гіпс а й інших корисних копалин.

## Населення
Населення (2005) налічує близько 1 676 тис. осіб. Етнічний склад у Сурхандарьо виражений представниками різних національностей, в тому числі узбеки, таджики, росіяни, татари, корейці, афганці, та інші . У Сурхандар'їнській області проживають таджики чотирьох різних кланів: Панджобські (Панжобі), Дарбандські (Дарбанді), Сайробські (Сайробі) і Байсунські (Бойсуні).

## Економіка
Основу економіки області складає агропромисловий комплекс. Вирощуються тонковолокнисті сорти бавовнику.
Діють 26 великих промислових підприємств. Провідними галузями промисловості Сурхандар'їнської області є легка і харчова промисловість. Значне місце займає гірничодобувна промисловість: близько Хаудага, Учкизила, Ляльмікара і Кокайди діють нафтові і газові промисли.

## Адміністративний поділ
Область розділена на 13 адміністративних районів (туманів):
1. Алтинсайський — сел. Карлук
2. Ангорський — сел. Ангор
3. Байсунський — м. Байсун
4. Денауський — м. Денау
5. Джаркурганський — м. Джаркурган
6. Кизирикський — сел. Сарик
7. Кумкурганський — м. Кумкурган
8. Музрабатський — сел. Халкабад
9. Саріасійський — сел. Саріасія
10. Термезський — сел. Учкизил
11. Узунський — сел. Узун
12. Шерабадський — м. Шерабад
13. Шурчинський — м. Шурчі

## Міста
- Байсун
- Денау
- Джаркурган
- Кумкурган
- Термез
- Шаргунь
- Шерабад
- Шурчі

## Керівництво Сурхандар'їнської області

### Голови облвиконкому
1. Кадиров Абді (194.3 — 1945)
2. Ашуров Умар (1945 — 194.8)
3. Артиков Раббім Зіяйович (194.9 — 1950)
4. Бердиєв Аллаберди (1950 — 1954)
5. Якубджанов Касимджан (1957 — 1959)
6. Таїров Абдулхай (січень 1960 — 1960)
7. Гулямов Манап (1960 — 1961)
8. Усманов Саїдмахмуд Ногманович (1961 — 1962)
9. Умаров Мансур (196.3 — 1970)
10. Карімов Абдувахід Карімович (1970 — 1974)
11. Насреддінов Гафур (1974 — 1978)
12. Турапов Нармумін (1978 — лютий 1984)
13. Ергашев Рузі Саманович (1984 — 1987)
14. Бердиєв Хакім Ешбайович (1987 — грудень 1989)
15. Менглієв Тілла (грудень 1989 — 1991)

### Голови обласної ради народних депутатів
1. Бердиєв Хакім Ешбайович (березень 1990 — лютий 1992)

### 1-і секретарі обкому КП Узбекистану
1. Саїдов Маджит (1943 — 1945)
2. Джурабаєв Мурат Надирович (1945 — 1952)
3. Хакімов Аріф (1952 — липень 1961)
4. Худайбердиєв Нармахонмаді Джурайович (липень 1961 — грудень 1962)
5. Шамсудінов Фахредін Шамсудінович (грудень 1962 — квітень 1965)
6. Мурадов Нуритдін Мурадович (квітень 1965 — 16 серпня 1974)
7. Карімов Абдувахід Карімович (1974 — лютий 1977)
8. Карімов Абдухалік Карімович (лютий 1977 — 3 серпня 1985)
9. Мамарасулов Саліджан (3 серпня 1985 — 2 грудня 1989)
10. Бердиєв Хакім Ешбайович (2 грудня 1989 — 14 вересня 1991)

### Хокіми (губернатори)
1. Бердиєв Хакім Ешбайович (24 лютого 1992 — 15 квітня 1993)
2. Норалієв Джура Норалійович (15 квітня 1993 — 24 березня 2000)
3. Алімджанов Бахтіяр Мамажонович (2000 — 2001)
4. Кодіров Ташмірзо Уракович (21 лютого 2001 — 1 червня 2004)
5. Ешмуратов Абдулхакім Хушбокович (1 червня 2004 — 25 березня 2008)
6. Джураєв Турапжон Ікрамович (25 березня 2008 — грудень 2011)
7. Чорієв Нормумін Аманович (в.о. грудень 2011 — 15 червня 2012, 15 червня 2012 — 19 грудня 2013)
8. Мамараїмов Тожимурод Нормуродович (8 січня 2015 — 16 грудня 2016)
9. Турдимов Еркінжон Окбутайович (16 грудня 2016 — липень 2018)
10. Пулатов Баходір Бахтіярович (в.о. 12 липня 2018 — 1 квітня 2019)
11. Боболов Тура Абдійович (в.о. з 1 квітня 2019 — )